# Remiz consobrinus
El pájaro moscón chino (Remiz consobrinus) es una especie de ave paseriforme de la familia Remizidae que vive en el este de Asia.

## Descripción
El pájaro moscón chino mide alrededor de 10,5 cm de largo. El plumaje de sus partes superiores es principalmente de color castaño claro y el de las inferiores anteado. El macho en época de cría tiene el píleo y la nuca de color gris y presenta una lista negra desde la frente cruzando los ojos que destaca en el blanco del resto de su rostro y garganta. Fuera de la época reproductiva la lista negra se vuelve negruzca y el píleo pardo grisáceo. La hembra tiene el píleo y la lista ocular parduzcos. Su pico es corto, puntiagudo y negruzco.

## Distribución
Se encuentra en China, Japón, Corea del Sur y el extremo suroriental de Rusia.